# Danger Close Games
Danger Close Games (prej znano kot EA Los Angeles) je bilo ameriško podjetje za razvoj videoiger. Ustanovljeno je bilo leta 1995 pod imenom DreamWorks Interactive, kot podružnica ameriškega filmskega studia DreamWorks. Leta 2000 je podjetje prešlo pod lastništvo mednarodnega podjetja za razvoj, založništvo in distribucijo videoiger Electronic Arts (EA) in se kmalu zatem preimenovalo v EA Los Angeles.
Leta 2010 se je ponovno preimenovalo v Danger Close Games in se osredotočilo na razvoj prvoosebne strelske igre Medal of Honor: Warfighter. Igra je prejela v glavnem negativne kritike ter je bila prodajni neuspeh, zaradi česar je izvršni odbor ukinil podjetje junija leta 2013.
Podjetje je bilo znano predvsem po razvoju serij prvoosebnih strelskih iger Medal of Honor ter strateških iger Command & Conquer.